# فهرست رئیس‌های کنفدراسیون فوتبال آسیا
در زیر فهرستی از روسای کنفدراسیون فوتبال آسیا (AFC)، از آغاز تاکنون آمده است.

## فهرست
| دوره ریاست | رئیس                | آغاز ریاست | پایان ریاست | ملیت    |
| ---------- | ------------------- | ---------- | ----------- | ------- |
| ۱          | لو مان-کام          | ۱۹۵۴       | ۱۹۵۴        | هنگ کنگ |
| ۲          | کوک چان             | ۱۹۵۴       | ۱۹۵۶        | هنگ کنگ |
| ۳          | ویلیام سوی تاک لویی | ۱۹۵۶       | ۱۹۵۷        | هنگ کنگ |
| ۴          | چان نام چئونگ       | ۱۹۵۷       | ۱۹۵۸        | هنگ کنگ |
| ۵          | تونکو عبدالرحمان    | ۱۹۵۸       | ۱۹۷۶        | مالزی   |
| ۶          | کامبیز آتابای       | ۱۹۷۶       | ۱۹۷۸        | ایران   |
| ۷          | حمزه ابو سماح       | ۱۹۷۸       | ۱۹۹۴        | مالزی   |
| ۸          | احمد شاه            | ۱۹۹۴       | ۲۰۰۲        | مالزی   |
| ۹          | محمد بن همام        | ۲۰۰۲       | ۲۰۱۱        | قطر     |
| ۱۰         | ژانگ جیلانگ         | ۲۰۱۱       | ۲۰۱۳        | چین     |
| ۱۱         | شیخ سلمان           | ۲۰۱۳       | تاکنون      | بحرین   |